# Стадио Фриули
Стадио Фриули е мултифункционален стадион в италианския град Удине. Стадионът е построен през 1976 г. и побира 41 652 души. Използва се главно за футболни мачове. Това е клубното съоръжение на Удинезе.

## Структура
Стадио Фриули се намира на 4 км от центъра на Удине. След построяването си заменя Стадио Морети. Стадионът, като повечето в Италия, е собственост на местната община.
Стадионът разполага с условия за фехтовка, гимнастика, бойни изкуства и лека атлетика, както и фитнес зала.